# The Good Son (serie de televisión)
The Good Son es una serie de televisión filipina transmitida por ABS-CBN desde el 25 de septiembre de 2017 hasta el 13 de abril de 2018.
Está protagonizada por Joshua Garcia, Jerome Ponce, McCoy de Leon, Nash Aguas, Mylene Dizon, Eula Valdez y John Estrada.

## Elenco

### Elenco principal
- Joshua Garcia como Joseph "Jopet" Buenavidez.
- Jerome Ponce como Lorenzo "Enzo" Buenavidez.
- McCoy de Leon como Oliver "Obet" Moreno.
- Nash Aguas como Calvin "Cal" Buenavidez.

### Elenco secundario
- Eula Valdez[2] como Olivia Gesmundo-Buenavidez.
- Mylene Dizon como Raquel Reyes.
- John Estrada como Anthony Buenavidez.
- Jeric Raval como Diosdado "Dado" Castillo.
- Loisa Andalio como Hazel Castillo.
- Elisse Joson como Sabrina De Guzmán.
- Alexa Ilacad como Justiniana "Justine" Asunción.
- Ronnie Lazaro como Matias Reyes.
- Liza Lorena como Doña Matilda Gesmundo.